# Zakumi
Cet article concerne la mascotte de la coupe du monde de football 2010. Pour les autres mascottes de coupe du monde, voir Mascotte de la Coupe du monde de football.

Zakumi

Zakumi est la mascotte officielle pour la Coupe du monde de football de 2010. C'est un léopard aux cheveux verts né le 16 juin 1994, présenté le 22 septembre 2008. Son nom vient de « ZA », l'abréviation internationale pour l'Afrique du Sud, et « kumi », un mot qui signifie « dix » dans diverses langues africaines.

## Profil
La date de naissance de Zakumi coïncide avec la Journée de la jeunesse (Youth Day), en Afrique du Sud, commémorant les Émeutes de Soweto. Mais aussi 1994 est l'année des premières élections non-racistes en Afrique du Sud.
Le vert et le jaune (or) sont les couleurs de la nature et correspondent aux couleurs utilisées dans les uniformes de sport en Afrique du Sud, dont celle de l'équipe d'Afrique du Sud.
Le principal slogan de la mascotte Zakumi est : Zakumi's game is Fair-Play (« Le jeu de Zakumi est fair-play »). Zakumi a été aperçu lors de la Coupe des confédérations 2009, et apparait aussi pendant la Coupe du monde.
« Il veut mettre une bonne ambiance pour tous les fans et faire en sorte que l'on parle beaucoup de la Coupe du monde de la FIFA 2010, qui aura lieu pour la première fois en Afrique. Il est très fier de son pays et il veut s'assurer que tout le monde sera là pour assister à la fête », explique Lucas Radebe, ancien international sud-africain.

## Controverses
Un certain degré de controverse autour de la mascotte est apparue en Afrique du Sud. Un contrat pour la fabrication de figurines Zakumi a été attribué à une entreprise appartenant à Huang Bin-Shiaan, membre représentant de l'ANC au parlement sud-africain. La fabrication des figurines en plastique a été confiée à l'entreprise chinoise Shanghai Fashion Produits. En raison des préoccupations suscitées par la perte d'emplois dans le secteur manufacturier en Afrique du Sud, le Congrès des syndicats sud-africains (COSATU) a suggéré que davantage de marchandises 2010 soit d'origine locale. Les conditions de misère des ateliers à l'usine de Shanghai Fashion Produits en matière de plastique ont conduit à une vérification par des marques mondiales du groupe (titulaire maître de la Coupe du monde 2010 de marque), qui a révélé un certain nombre de questions de non-conformité avec les politiques GBC. Le fabricant a nié les allégations des conditions de misère et a affirmé que les conditions de travail à l'usine de Shanghai Fashion Produits en matière plastique ont été « très bonne ».